# CTV新聞台
CTV新聞台（英語：CTV News Channel）是加拿大一個丙類收費電視頻道，母公司為加拿大貝爾屬下的貝爾傳媒，定位為24小時新聞頻道，播放國内外頭條和突發新聞，從設於安大略省多倫多市士嘉堡愛靜閣社區的CTV全國總部廣播。

## 歷史

CTV新聞網的標誌（1999年-2009年）

CTV電視網於1996年9月獲加拿大視訊委員會（CRTC）發放一個英語全國性收費電視頻道牌照，播放新聞、氣象和體育消息，以及財經、消費和生活資訊，每15分鐘一次循環式廣播。頻道以「CTV新聞一台」（CTV News 1）之名於1997年10月17日啓播，後於1999年9月8日改稱「CTV新聞網」（CTV Newsnet）以呼應同期啓播的CTV體育網（即現羅渣士體育網）。
CTV在頻道啓播後一直爭取修改其牌照條款，以容許該台較大彈性覆蓋突發新聞及播放時事討論節目。CRTC終在2005年4月決定放寬CTV新聞網的牌照條款，取消該台每15分鐘一次循環式廣播的規定，並允許該台撥出少量廣播時段播出時事討論節目。頻道於2009年5月26日改稱「CTV新聞台」並維持至今，但沒有改革節目時間表或廣播模式。
加拿大貝爾於2010年9月宣佈計劃全資收購CTV新聞台的母公司CTV環球傳媒（CTVglobemedia）；交易於2011年3月7日獲CRTC批准，而CTV新聞台及其他同系頻道則於同年4月1日撥入新成立的貝爾傳媒。
CTV新聞台於2011年12月19日更新視覺形象，啓用新台徽標誌、鏡面設計和佈景，並引入高清製作。頻道的高清訊號於2012年2月在貝爾的Fibe TV平台啓播。

## 節目
CTV新聞台於大部分時段播放每半小時一節的新聞報道，並於工作日製播一小時長的時事討論節目，於東部時間下午5時首播，晚上8時重播。此外，CTV新聞台亦播放下列CTV電視網新聞節目：
- 晨間節目，於工作日早上播放（節目於2016年6月取消，將於同年秋季由取代）
- 全國晚間新聞，每晚大西洋時間11時（東部時間10時）首播，此後每小時重播，即與全國各地的CTV電視網地區分台同步播放
- 加拿大政治討論節目，東部時間周日早上11時首播，下午5時重播

## 外部連結
- 官方网站
- CTV News（页面存档备份，存于）